# Scooby-Doo and the Reluctant Werewolf
Scooby-Doo and the Reluctant Werewolf is een Amerikaanse televisiefilm uit 1988, geproduceerd door Hanna-Barbera Productions en geregisseerd door Ray Patterson. Het is de derde animatiefilm gebaseerd op de serie Scooby-Doo. Het is ook de laatste animatiefilm waar Scrappy-Doo in voorkomt, in 2002 verscheen hij weer in de live-actionbioscoopfilm Scooby-Doo.
Het scenario van de film werd geschreven door Jim Ryan. De stemmen werden ingesproken door onder anderen Casey Kasem, Don Messick en Hamilton Camp.

## Verhaal
Elk jaar komen de klassieke hollywoodmonsters zoals het Monster van Frankenstein, de Mummie en Dr. Jekyl/Mr. Hyde samen in het kasteel van Graaf Dracula in Transsylvanië voor de "Monster Road Rally". Dit is een ultieme racewedstrijd waarbij de winnaar “Monster van het jaar” wordt. Dit jaar laat de wolfman echter weten niet mee te zullen doen aan de race omdat hij met pensioen is gegaan. Nu een van de bekendste monsters zich terugtrekt wil Dracula de race afzeggen, maar zijn helper Wolfgang komt met een andere oplossing; ze moeten een nieuwe weerwolf zien te vinden om de plaats van de Wolfman in te nemen. Middels een oud boek zoekt Dracula op wie de volgende op rij is om de wolfman te worden. Dit blijkt niemand minder te zijn dan Shaggy Rogers.
Dracula stuurt zijn twee gruwelijke helpers Grunch en Brunch, samen bekend als "The Hunch Bunch", naar de Verenigde Staten om Shaggy op te halen en hem in een weerwolf te veranderen. Na een paar mislukte aanslagen slaagt het duo erin Shaggy te transformeren door hem aan het maanlicht bloot te stellen terwijl hij met Scooby-Doo, Scrappy-Doo en Googie in zijn zelfgemaakte racewagen zit. Na de transformatie pakken Hunch Bunch de wagen met het hele gezelschap er nog in op met hun vleermuishelikopter, en vliegen ermee naar Transsylvanië.
In Transsylvanië krijg Shaggy te horen wat er van hem verwacht wordt. Shaggy maakt een deal met Dracula: hij zal meedoen aan de race, op voorwaarde dat als hij wint, Dracula hem weer in een mens moet veranderen. Dracula gaat akkoord, maar smeed in het geheim plannen om Shaggy ervan te weerhouden de race te winnen.
Shaggy krijgt vele tegenslagen te verwerken. Hij moet de hele nacht opblijven, de zwaar gesaboteerde “Wolf-wagon” rijden, wordt op dwaalwegen gestuurd, moet Scrappy en Googie redden van vallen, en moet vele monsters ontwijken. Desondanks slaagt Shaggy erin te winnen. Dracula weigert echter zijn helft van de afspraak na te komen. Woedend stelen de helden Dracula’s boek over transformaties en vluchten ermee weg. Uiteindelijk slaagt Googie erin om Shaggy terug te veranderen.
Die nacht zitten de vier helden samen een griezelfilm de kijken. Niemand van hen merkt op dat Dracula, Brunch en Grunch hen van achter het raam begluren. Daarmee eindigt de film met een open einde.

## Rolverdeling
| Acteur                | Personage                                         |
| --------------------- | ------------------------------------------------- |
| Casey Kasem           | Shaggy                                            |
| Don Messick           | Scooby-Doo, Scrappy-Doo                           |
| Hamilton Camp         | Graaf Dracula                                     |
| B.J. Ward             | Googie, Repulsa                                   |
| Rob Paulsen           | Brunch                                            |
| Frank Welker          | Crunch                                            |
| Pat Musick            | Vanna Pira                                        |
| Jim Cummings          | Monster van Frankenstein, Skull Head, Gengis Kong |
| Joan Gerber           | Dreadonia, Vrouw in winkel                        |
| Ed Gilbert            | Dr. Jekyll/Mr.Hyde                                |
| Brian Stokes Mitchell | Bonejangles                                       |
| Alan Oppenheimer      | Mummy                                             |
| Mimi Seaton           | Screamer                                          |

## Trivia
- Dit is de enige Scooby-Doo productie waar Shaggy’s blonde vriendin Googie in meedoet.